# Le Journal
Pour les articles homonymes, voir Le Journal (homonymie).
 (mai 2015).
Le Journal était un quotidien français qui parut entre 1892 et 1944 dont le siège se trouvait au 100 rue de Richelieu dans le 2e arrondissement de Paris. Dans ses premières années (jusqu'en 1911), c'est un journal littéraire de tendance républicaine. C'est l'un des quatre plus grands quotidiens français d’avant-guerre, avec Le Petit Parisien, Le Matin, et Le Petit Journal. Son orientation nationaliste se renforce ensuite au fil des années, amenant à sa disparition avec la fin du régime de Vichy en 1944.

## Historique

### Journal littéraire (1892-1911)
Le Journal est lancé le 28 septembre 1892 par le journaliste Fernand Xau, ancien imprésario de Buffalo Bill lors de la tournée française du Buffalo Bill's Wild West Show. Son projet est de créer un « journal littéraire d’un sou » (5 centimes) destiné aux petits commerçants, aux instituteurs, aux ouvriers et aux employés.

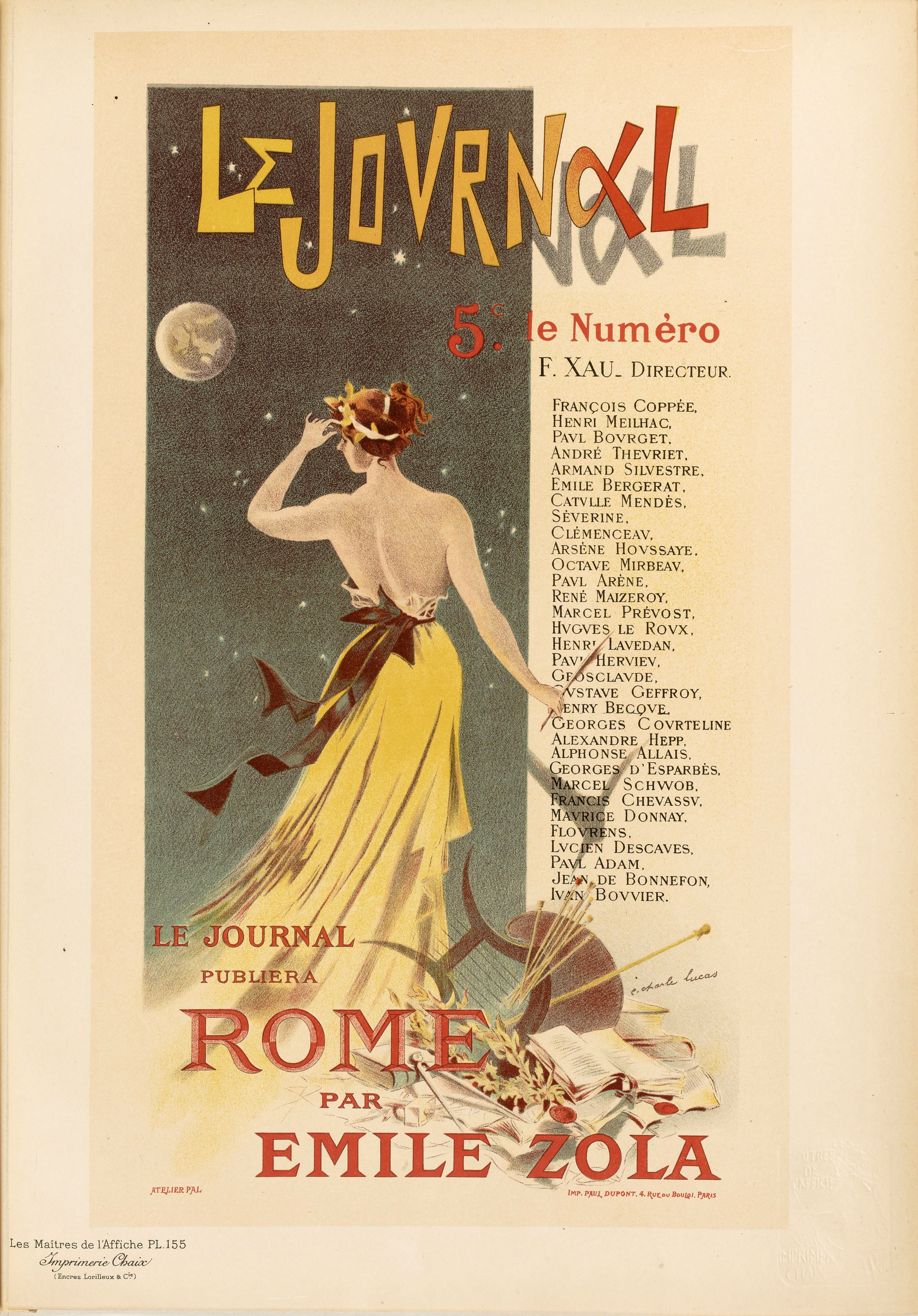
Affiche par E. Charle Lucas.

Rapidement, Xau s'entoure de grandes signatures comme Séverine, Octave Mirbeau, Maurice Barrès, Émile Zola, Léon Daudet, Jules Renard, Raoul Ponchon, Alphonse Allais et Georges Courteline ; le radical Clemenceau y écrit également de 1895 à 1897. Il installe la rédaction au 100, rue de Richelieu, dans le IIe arrondissement de Paris, puis absorbe en 1893 un hebdomadaire illustré, Le Journal pour tous, fondé en décembre 1891, et dont Xau fait un supplément (suspendu en 1906). De sensibilité républicaine, Le Journal connaît un bon succès, avec un tirage de 450 000 exemplaires à la fin du XIXe siècle. Fernand Xau rachète alors la revue littéraire Gil Blas qui a notamment publié Maupassant, Musset et George Sand.
Le premier numéro du 28 septembre 1892 consacre sa une au reportage de Séverine intitulé "Les casseuses de sucre". La journaliste fait le récit de son infiltration parmi des ouvrières grévistes d'une raffinerie Sommier à La Villette à Paris. 
Le chroniqueur sportif à partir de 1892 est Rodolphe Darzens.
Eugène Letellier, entrepreneur en travaux publics d’origine belge, devient commanditaire, dès 1900, avec son frère Léon, administrateur, du Journal. Après la mort de Xau en 1899, Le Journal est dirigé par Henri Letellier, avec José-Maria de Heredia au poste de directeur littéraire.

### Ligne politique conservatrice (1911-1925)
Son contenu éditorial change en 1911, date à laquelle le sénateur de la Meuse Charles Humbert est nommé directeur politique du quotidien. Il lui imprime alors une ligne politique conservatrice et nationaliste. On peut désormais lire régulièrement des éditoriaux et des articles techniques signés de Charles Le Boucq, député radical de la Seine, par ailleurs très fréquemment cité dans les colonnes du quotidien jusqu'à la fin de 1914, alors même que le représentant du 13e arrondissement de Paris est engagé militairement dans la guerre. Le public suit : le tirage du Journal atteint le million d’exemplaires, ce qui lui permet de contrebalancer le poids de son grand rival, Le Matin. À la veille de la guerre de 1914-1918, c'est l'un des quatre plus grands quotidiens français, avec Le Petit Parisien, Le Matin, et Le Petit Journal.
Après la Première Guerre mondiale, ils sont rejoints par L'Écho de Paris pour former le Consortium des cinq grands quotidiens nationaux organisé par l'Agence Havas afin d'éviter l'irruption de concurrents qui seraient tentés de diffuser à un prix plus bas. L'Agence Havas veille à répartir entre eux l'essentiel de la publicité.
L'orientation conservatrice du Journal a été renforcée par l'arrivée à la direction politique de François-Ignace Mouthon, journaliste catholique et antisémite. Puis un scandale ébranle la réputation du quotidien : l'un de ses actionnaires, Pierre Lenoir, est convaincu d'espionnage et fusillé le 24 octobre 1919. Son tirage diminue alors de moitié.
En dépit d'une nouvelle formule, qui privilégie les grands reportages et les enquêtes, Le Journal ne parvient pas à renouer avec le succès. Le titre sera finalement vendu en janvier 1925 à un groupe d'investisseurs formé par le directeur du casino de Deauville, l’agence Havas et la Banque de Paris et des Pays-Bas.

### Vers le fascisme (1925-1944)
Une nouvelle équipe prend progressivement la direction de la rédaction et, en 1929, Le Journal rachète le quotidien L’Écho des sports. En complément des feuilletons, comme ceux de Maurice Leblanc et de Gaston Leroux, ses pages publient des textes d'écrivains célèbres, comme Blaise Cendrars ou Colette, qui y tient une rubrique hebdomadaire jusqu’en 1938. Géo London, grand reporter, est, durant cette période, le chroniqueur judiciaire.
La ligne politique du journal reste ancrée à droite. Dans les années 1930, il s'affirme anticommuniste et préconise une alliance avec l’Italie fasciste. En mai 1937, il publie une interview d'Adolf Hitler, réalisée par Abel Bonnard, et s’enthousiasme pour le régime nazi. Quand éclate la Seconde Guerre mondiale, Le Journal s'exile d'abord à Limoges, puis à Marseille, et enfin à Lyon. Il est suspendu en 1944 avant de cesser définitivement sa parution la même année. Il est supprimé, ainsi que tous les autres journaux ayant légalement continué à paraître sous l'Occupation, excepté Le Figaro. Une partie de ses archives sont alors attribuées au quotidien L’Aurore.

### Sources et bibliographie
- Christine Nougaret (dir.), Les sources d’archives relatives aux journaux et aux journalistes dans les fonds d’Archives privées (séries AB XIX, AP, AQ, AR, AS) XVIIIe – XXe siècles. [PDF] Version en ligne
- Claude Bellanger (dir.), Histoire générale de la presse française, Tome III, PUF, 1972
- Les archives du journal sont conservées aux Archives nationales sous la cote 8 AR.
- Les archives départementales de l'Essonne conservent aussi un petit fonds versé par l'ancien propriétaire la Papeterie Darblay. (80 J : correspondances ainsi qu'une collection du Journal jusqu'en 1937).